# Mennybemenetel fatemplom (Kalotabikal)
A kalotabikali Mennybemenetel fatemplom műemlékké nyilvánított épület Romániában, Kolozs megyében. A romániai műemlékek jegyzékében a CJ-II-m-B-07531 sorszámon szerepel.